# 独山瓜馥木
独山瓜馥木（学名：Fissistigma cavaleriei）是番荔枝科瓜馥木属的植物，为中国的特有植物。分布在中国大陆的广西、云南、贵州等地，生长于海拔500米至1,500米的地区，见于山地密林中，目前尚未由人工引种栽培。